# Phrynarachne tuberculata
Phrynarachne tuberculata är en spindelart som beskrevs av William Joseph Rainbow 1899. Phrynarachne tuberculata ingår i släktet Phrynarachne och familjen krabbspindlar. Inga underarter finns listade i Catalogue of Life.